# Michael Rimmer
Michael John Rimmer (Southport, 3 februari 1986) is een Britse middellangeafstandsloper, die gespecialiseerd is in de 800 m. Hij is de eerste 800 meterloper in de Britse geschiedenis die kampioen werd in de klassen 15, 17 en 20 jaar en bij de senioren. Hij nam in 2008, 2012 en 2016 deel aan de Olympische Spelen.

## Loopbaan
Op de Europese kampioenschappen van 2006 in Göteborg werd Rimmer op de 800 m achtste. Op de wedstrijd voor de Europese beker in München in 2007 werd hij tweede. In 2007 sneuvelde hij als zesde in de halve finale van de 800 m op de wereldkampioenschappen in Osaka. Precies hetzelfde overkwam hem een jaar later op de Olympische Spelen in Peking. Nadat hij zijn 800 meterserie had gewonnen, lukte het hem weer niet om zich ten opzichte van zijn eerdere prestatie te verbeteren en eindigde hij opnieuw als zesde in de halve finale.
Ook bij de WK in 2009 in Berlijn was Michael Rimmer present en vanzelfsprekend was zijn favoriete nummer weer het onderdeel waarop hij uitkwam. Ditmaal slaagde hij er weliswaar wél in om zijn beste prestatie voor de halve finale te bewaren (1.46,77 tegen 1.48,20 in de serie), maar het leverde hem weinig op. Hij werd er zevende mee; om door te stomen naar de finale had hij bij de eerste twee moeten eindigen.
Een jaar later bereikte Rimmer de finale wel. Op de EK in Barcelona won hij op de 800 m eerst zijn serie in 1.47,67, waarna hij ook in de finale zijn partij meespeelde. Nadat de eerste ronde was geleid door de Spanjaard Luis Alberto Marco, die halverwege doorkwam in 53,28, met de Nederlander Arnoud Okken in diens kielzog, koos hij in de tweede ronde voor de aanval met het Poolse duo Marcin Lewandowski en Adam Kszczot op zijn hielen. In de eindsprint, die zich op de laatste honderd meter over zes banen ontrolde, trok Lewandowski in 1.47,07 aan het langste eind, gevolgd door Rimmer die in 1.47,17 de zilveren medaille veiligstelde. Kszczot werd derde in 1.47,23, gevolgd door Okken in 1.47,31. De Spanjaard ging in dit geweld ten onder en finishte als achtste. 
In 2016 kwalificeerde Rimmer zich voor de halve finales van de 800 meter op de OS in Rio de Janeiro. In de derde halve finale eindigde hij op de 8e en laatste plaats.

## Titels
- Brits kampioen 800 m - 2006, 2007, 2008, 2009, 2010, 2013, 2014

## Persoonlijke records
Outdoor
| Onderdeel | Tijd    | Datum            | Plaats    |
| --------- | ------- | ---------------- | --------- |
| 800 m     | 1.43,89 | 29 augustus 2010 | Rieti     |
| 1000 m    | 2.17,13 | 20 augustus 2012 | Linz      |
| 1500 m    | 3.38,91 | 25 april 2011    | Stretford |

Indoor
| Onderdeel | Tijd    | Datum            | Plaats     |
| --------- | ------- | ---------------- | ---------- |
| 800 m     | 1.46,55 | 16 februari 2013 | Birmingham |
| 1000 m    | 2.19,20 | 21 februari 2013 | Stockholm  |
| 1500 m    | 3.42,41 | 15 februari 2014 | Birmingham |

## Palmares

### 800 m
Kampioenschappen
- 2003: 4e WK voor B-junioren - 1.49,61
- 2004:  Gemenebest Jeugdspelen - 1.51,20
- 2004: 8e WK U20 - 1.50,59
- 2005:  Britse (AAA-)kamp. - 1.49,14
- 2006:  Britse (AAA-)kamp. - 1.47,20
- 2006: 8e EK - 1.47,66
- 2007:  Britse kamp. - 1.47,06
- 2007: 6e in ½ fin. WK - 1.47,39 (1.45,66 in serie)
- 2008:  Britse kamp. - 1.49,13
- 2008: 6e in ½ fin. OS - 1.48,07 (1.47,61 in serie)
- 2009:  Britse kamp. - 1.46,47
- 2009: 7e in ½ fin. WK - 1.46,77
- 2010:  Britse kamp. - 1.47,22
- 2010:  EK - 1.47,17
- 2010: 6e IAAF/VTB Bank Continental Cup - 1.45,91
- 2011:  Britse kamp. - 1.47,64
- 2011: 5e serie WK - 1.47,11
- 2012:  Britse kamp. - 1.47,70
- 2012: 5e serie - OS - 1.49,05
- 2013:  Britse kamp. - 1.47,79
- 2013: 6e in ½ fin. WK - 1.47,06
- 2014:  Britse kamp. - 1.48,00
- 2015:  Britse kamp. - 1.50,04
- 2016:  Britse kamp. - 1.48,78
- 2016: 8e in ½ fin. OS - 1.46,80 (in serie 1.45,99)

Golden League-podiumplekken
- 2007:  Weltklasse Zürich – 1.47,68
- 2009:  ISTAF – 1.46,31

Diamond League-podiumplekken
- 2010:  DN Galan – 1.45,11
- 2011:  Qatar Athletic Super Grand Prix – 1.45,12
- 2014:  Glasgow Grand Prix – 1.45,89
- 2015:  DN Galan – 1.45,97